# Граче (Опольське воєводство)
Граче (пол. Gracze, нім. Graase) — село в Польщі, у гміні Немодлін Опольського повіту Опольського воєводства.
Населення — 1548 осіб (2011).

## Демографія
Демографічна структура станом на 31 березня 2011 року:
|          | Загалом | Допрацездатний вік | Працездатний вік | Постпрацездатний вік |
| -------- | ------- | ------------------ | ---------------- | -------------------- |
| Чоловіки | 763     | 154                | 534              | 75                   |
| Жінки    | 785     | 164                | 463              | 158                  |
| Разом    | 1548    | 318                | 997              | 233                  |